# Ecnomiohyla sukia
Ecnomiohyla sukia es una especie de anfibios de la familia Hylidae.

## Distribución geográfica y hábitat
Es endémica de Costa Rica. Su rango altitudinal oscila entre 400 y 1000 m s. n. m..